# Mesjid Baro (Samalanga)
Mesjid Baro is een bestuurslaag in het regentschap Bireuen van de provincie Atjeh, Indonesië. Mesjid Baro telt 501 inwoners (volkstelling 2010).